# Jagdschloss Himmelkron

Ansicht des Schlosses von 1890

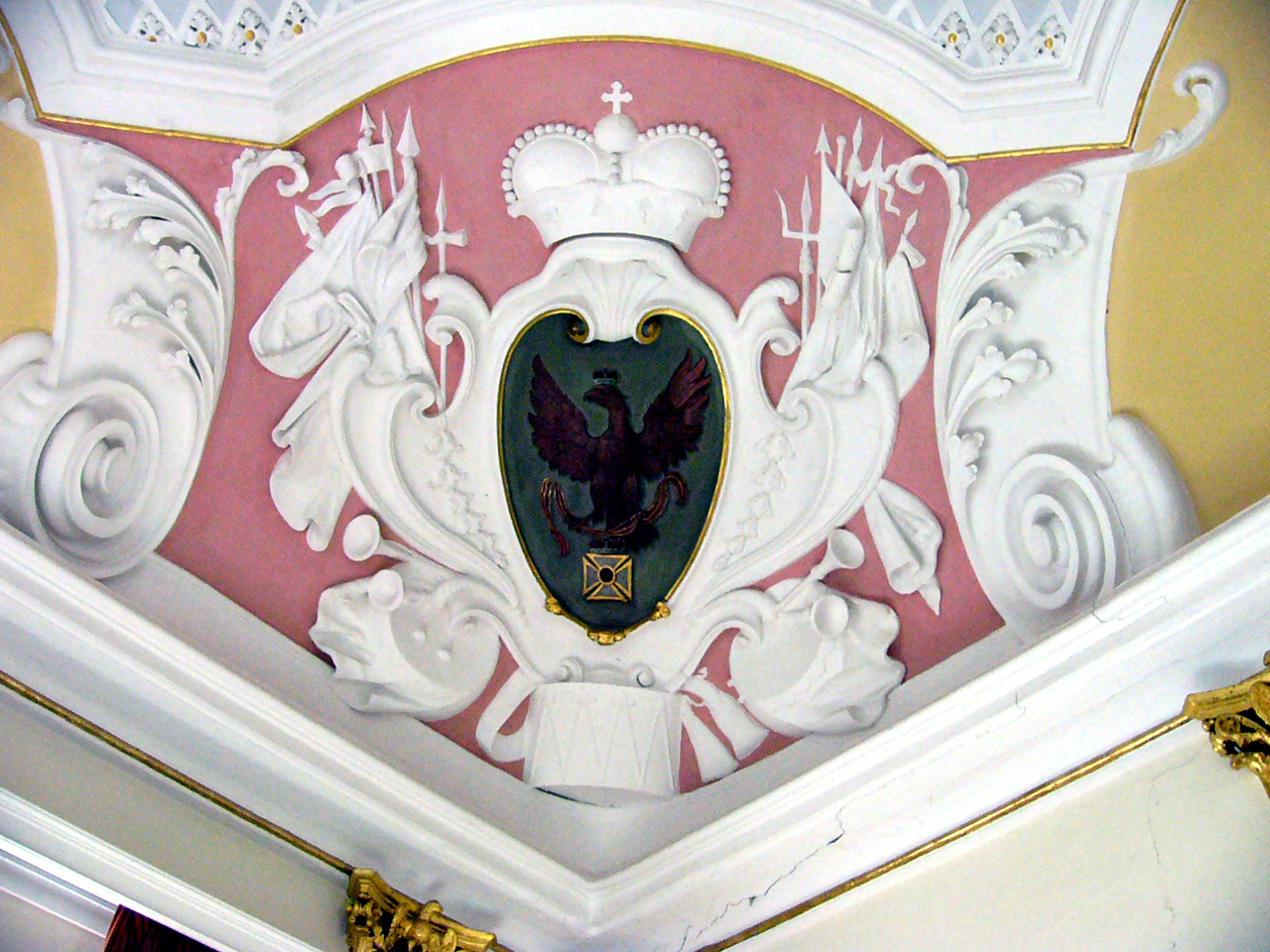
Ornament mit Ordenssymbolen

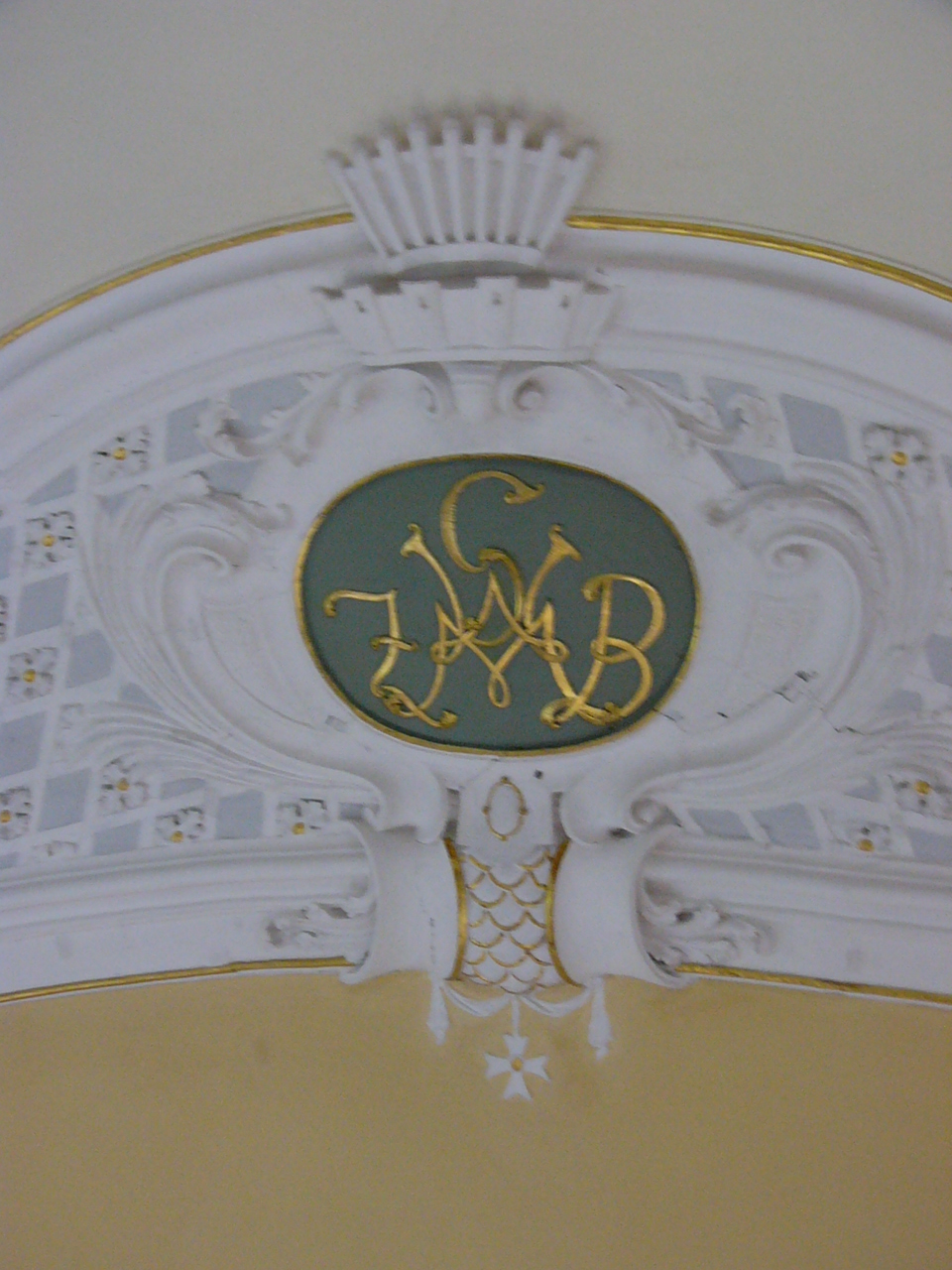
Insignien des Markgrafen Georg Wilhelm

Das Jagdschloss Himmelkron ist ein von den Bayreuther Markgrafen angelegtes Jagdschloss, welches durch Umbau des Klosters Himmelkron entstanden ist.
Die Umbaumaßnahmen an dem im Zuge der Reformation eingegangenen Kloster begannen unter Markgraf Christian Ernst. Zu den Veränderungsmaßnahmen gehörte die Anlage der Baille-Maille-Lindenallee. Die ehemalige Stiftskirche wurde im Sinne des Markgrafenstils umgebaut. Typisch ist unter anderem der Kanzelaltar. In der Tradition der Grafen von Orlamünde, die in der Kirche ihre Grablege hatten, richteten die Markgrafen in der sogenannten Ritterkapelle eine Fürstengruft ein.
Bei den Umbauarbeiten wurden drei Flügel des Kreuzganges abgerissen, erhalten geblieben ist der künstlerisch hochwertige Nordflügel, der unter Äbtissin Elisabeth von Künsberg entstand. Markgraf Georg Wilhelm setzte die Umbaumaßnahmen fort. Als Begründer des Roten Adlerordens schuf er mit dem Roten-Adler-Saal einen anspruchsvollen Versammlungsort für die Ordensmitglieder. Weitere Versammlungsorte befinden sich in der von ihm angelegten Vorstadt St. Georgen am See, heute Teil der Stadt Bayreuth, mit Ordensschloss und Ordenskirche.
Seit Ende des 18. Jahrhunderts und durch den Verkauf des Markgraftums an Preußen verfiel das Schloss. Seit Ende des 19. Jahrhunderts ist das Gelände Teil einer sozialen Einrichtung der Diakonie Neuendettelsau.
Die Muldendecke des Roten-Adler-Saals zieren Stuck und in den Ecken Kartuschen mit dem Adlersymbol. Über dem geschwungenen Sandsteinkamin befindet sich ein Emblem von 1712. Der Saal befindet sich (2012) innerhalb der sozialen Einrichtung und kann zu besonderen Anlässen genutzt und besichtigt werden.